# جويسئة متدلية الأزهار
الجويسئة متدلية الأزهار (باللاتينية: Galium penduliflorum) نوع نباتي عشبي من جنس الجويسئة يتبع الفصيلة الفوية.

## الموئل والانتشار
موطنه تركيا.